# Nikita Klukin
Nikita Siergiejewicz Klukin ros. Никита Сергеевич Клюкин (ur. 10 listopada 1989 w Rybińsku, zm. 7 września 2011 w Jarosławiu) – rosyjski hokeista.

## Kariera klubowa
- Łokomotiw 2 Jarosław (2005–2008)
- Łokomotiw Jarosław (2008–2011)
  -  Łoko Jarosław (2009–2011)

Był wychowankiem klubu Połet Rybińsk. Od 2005 zawodnik Łokomotiwu Jarosław. Występował także w młodzieżowym zespole tego klubu Łoko Jarosław, w rozgrywkach MHL. Reprezentant Rosji do lat 18 i 20.
Zginął 7 września 2011 w katastrofie samolotu pasażerskiego Jak-42D w pobliżu Jarosławia. Wraz z drużyną leciał do Mińska na inauguracyjny mecz ligi KHL sezonu 2011/12 z Dynama Mińsk.
Został pochowany w Rybińsku.

## Sukcesy
Reprezentacyjne
- Złoty medal mistrzostw świata juniorów do lat 18: 2007
- Brązowy medal mistrzostw świata juniorów do lat 20: 2009

Klubowe
- Srebrny medal mistrzostw Rosji: 2008, 2009 z Łokomotiwem
- Brązowy medal mistrzostw Rosji: 2011 z Łokomotiwem